# Parafia Opieki Matki Bożej i św. Sergiusza w Glen Cove
Parafia Opieki Matki Bożej i św. Sergiusza – jedna z parafii eparchii wschodnioamerykańskiej i nowojorskiej Rosyjskiego Kościoła Prawosławnego poza granicami Rosji, z siedzibą w Glen Cove, w stanie Nowy Jork.
Parafia została założona przez rosyjskich displaced persons przybyłych w końcu lat 40. i 50. do miejscowości Sea Cliff i Glen Cove w stanie Nowy Jork. Postanowili oni powołać swoją prawosławną placówkę duszpasterską nie w jurysdykcji Patriarchatu Moskiewskiego, a Rosyjskiego Kościoła Prawosławnego poza granicami Rosji. Do 1953 społeczności rosyjskie z obydwu miejscowości tworzyły parafię w Glen Cove; w wymienionym roku wyodrębniła się z niej parafia św. Serafina z Sarowa w Sea Cliff.